# Васиљ Грђић
Васиљ Грђић (Гацко, 1. април 1875 — Београд, 26. октобар 1934) био је био српски просветни радник, национални борац, народни посланик, публициста, дугогодишњи главни секретар друштва „Просвјета“.

## Порекло
У аутобиографији Васиљевог најстаријег брата Луке Грђића Бјелокосића, коју је објавио Владимир Ћоровић 1919. године у Гласнику Земаљског музеја за Босну и Херцеговини, Лука о пореклу своје породице пише: „Наша породица је из Домрка у Гацку, али су ми преци поодавно доселили у Мостар. Наше најстарије презиме је Бјелокосићи, али како у Херцеговини много породица има надимак, који се после усвоји, тако је и наша породица мијењала своје презиме, те је данас позната под именом Бухе, изузев наше куће који се зовемо Грђићи”... Презименом Бјелокосић служио се само Лука, за разлику од остале браће која га нису користила. Верује се да ово презиме потиче од старијих Грђића, јер су били плавокоси.

## Биографија
Васиљ Грђић је рођен 1. априла 1875. у месту Гацко у источној Херцеговини. Један је од четворице синова у породици Ристе и Ане Грђе - Лука, Војислав, Васиљ и Шћепан. Породица је пре Гацка живела у Мостару, где се родио најстарији Лука. остали синови родили су се по пресељењу у Гацко. Васиљ и шћепан су, због свог културног и политичког рада, остали упамћени као „гатачке двојнице”, док је Лука Грђић Бјелокосић остао упамћен као први херцеговачки етнолог (самоуки) или „гатачки Вук Караџић”.
Основну школу Васиљ је завршио у Гацку и Мостару, гимназију у Сарајеву, а Филозофски факултет у Бечу и Грацу. Припадао је средњој, радикалнијој, генерацији националних бораца против Аустроугарске у аустроугарској провинцији Босни и Херцеговини због чега је врло рано дошао у сукоб са старијом генерацијом бораца за црквено-школску аутономију Срба у аустроугарској провинцији Босни и Херцеговини. Био је уредник листова „Српска ријеч“ (1906) и „Народ“ (1907).
Био је дугогодишњи секретар Српског културно просвјетног друштва СКПД „Просвјета“ и један од најзаслужнијих за успјешан рад и просперитет овог друштва. Један је од најактивнијих чланова тзв. „Народове групе“ у аустроугарској провинцији Босни и Херцеговини, коју су чинили млађи српски интелектуалци из Херцеговине, а која се истицала жестоким опозиционим ставом према Аустроугарској. Биран је за посланика Босанског сабора 1910. године, за срезове Билећа, Гацко и Невесиње.
Одмах на почетку Првог свјетског рата ухапшен је од стране Аустроугарских власти. Био је првооптужени на Бањалучком велеиздајничком процесу (3. новембра 1915. — 22. априла 1916), на коме се судило 156 Срба из аустроугарске провинције Босне и Херцеговине.
Заједно са њих 16, осуђен је на смрт вјешањем, али је заузимањем шпанског краља помилован.
Послије рата био је члан Народног вијећа за Босну и Херцеговину и активни политички радник у редовима Демократске странке.
Биран је за народног посланика у Скупштини Краљевине Срба, Хрвата и Словенеца.
Васиљева супруга била је Георгина Стојановић (1891—1956). Она је потицала из чувене породице Стојановић из Приједора. Била је рођена сестра лекара и народног хероја Младена и вајара Сретена Стојановића.
Умро у Београду, 26. октобра 1934. године.